# Pon Senior Open 2013

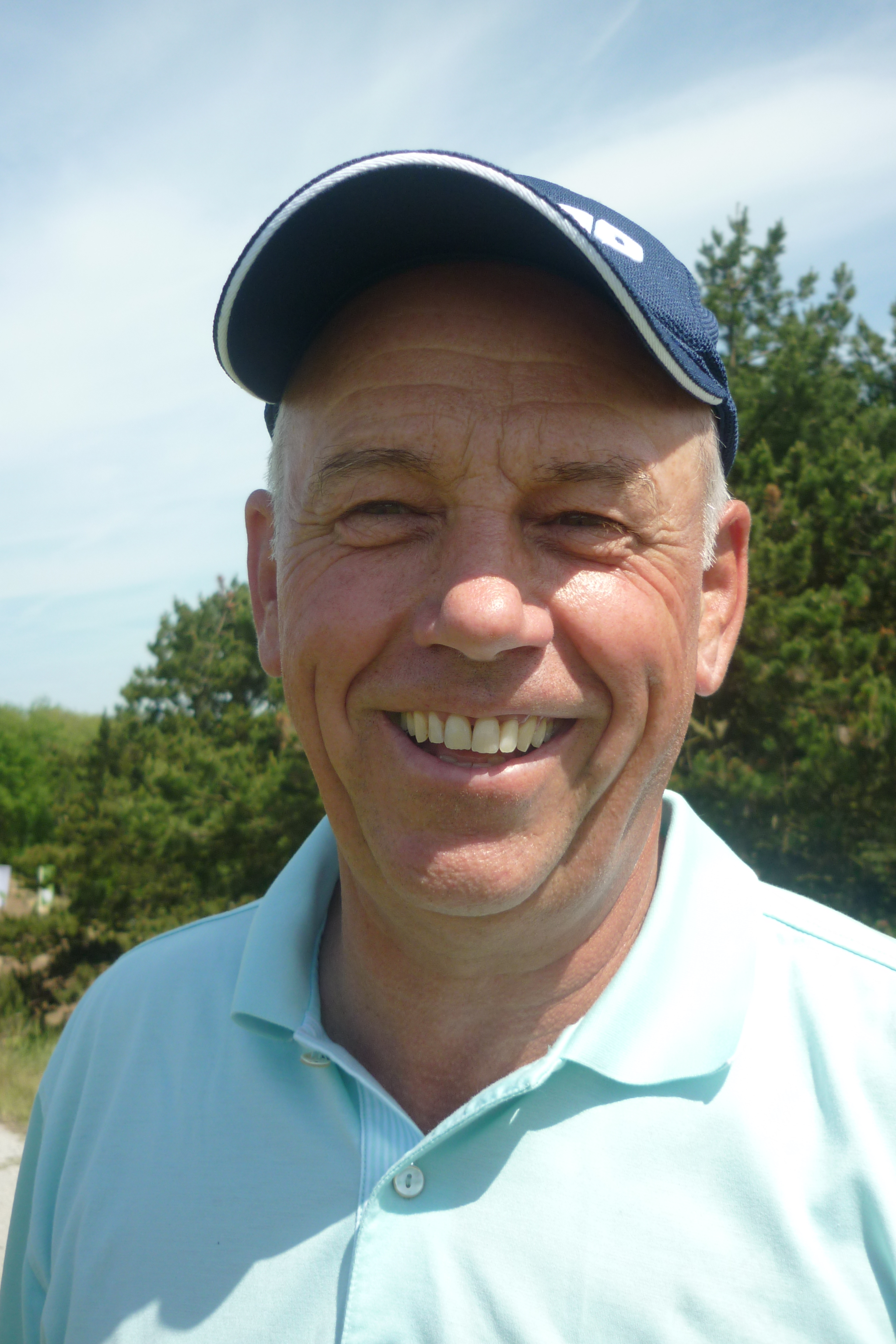
Bob Cameron maakte ronde van 63

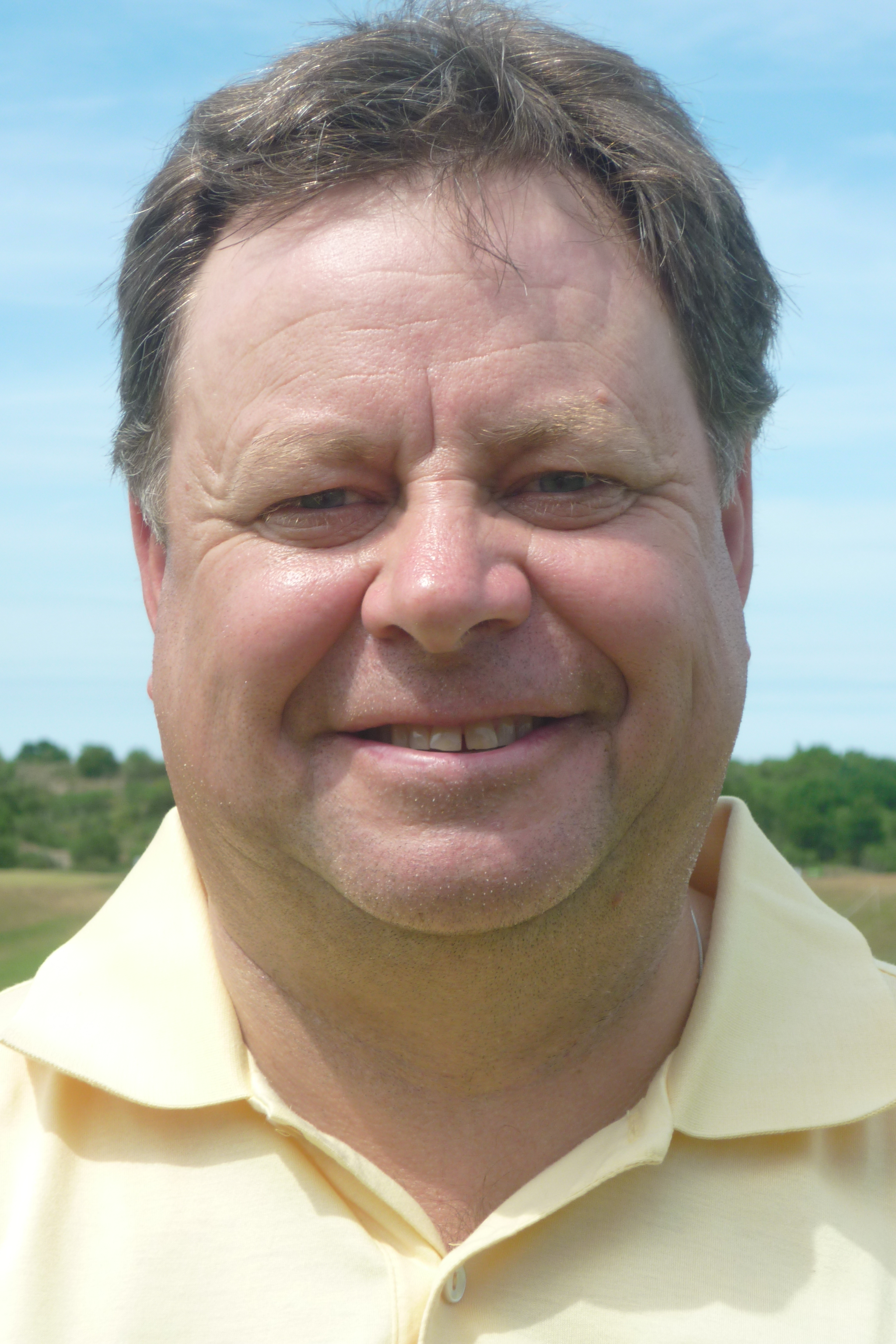
Andrew Oldcorn maakte ronde van 61

De tweede editie van het Pon Senior Open wordt in 2013 gespeeld van 6-8 september op de WINSTONopen Course van WINSTONgolf in Vorbeck, Noord-Duitsland. De officiële naam is dit jaar het WINSTONgolf Senior Open, de hoofdsponsor is Pon Holdings en het prijzengeld bedraagt € 400.000. Titelverdediger is Terry Price uit Australië. Hij won het toernooi op deze baan met een score van -16.

## Pro-Am
Zowel op woensdag als op donderdag wordt er een Pro-Am gespeeld.

## Verslag
Santago Luna is een van de rookies dit jaar en won al het Schots Senior Open, zijn eerste overwinning sinds het Madeira Island Open in 1995. Tweede in Schotland werd Sam Torrance, die een week later 60 jaar werd.

### Ronde 1
In deze ronde speelt iedere pro met een amateur. Er wordt gespeeld voor de team-score en voor de pro-score.

Phil Jonas kwam via een 5de plaats op de Tourschool in 2013 als rookie op de Senior Tour en dit is zijn 7de toernooi. Zijn beste resultaat was een 8ste plaats bij het Bad Ragaz PGA Seniors Open en na ronde 1 ging hij met een score van -7 voorlopig aan de leiding in Duitsland. Zijn teamgenoot was een Nederlander. Later moest hij de leiding delen met Ian Woosnam.

Gordon J. Brand maakte een hole-in-one op hole 11.

### Ronde 2
Een van de vroegste starters was Philip Golding, en hij kwam na een ronde van 67 aan de leiding naast Phil Jonas, die toen net aan zijn ronde begon. Hij speelde onder par en nam de leiding weer even over.

De beste ronde was van Bob Cameron, die negen birdies maakte en 63 scoorde.

Philip Golding staat nummer 5 op de Order of Merit, een kleine € 20.000 lager dan Steen Tinning, die op nummer 3 staat. De nummers 1,2 en 4 spelen deze week niet dus dit is een belangrijke week voor Golding en Tinning. Bovendien lijkt Tinning 'Rookie van het Jaar' te worden.

### Ronde 3
De laagste score kwam tijdens de laatste ronde binnen, toen Andrew Oldcorn met 61 binnenkwam. Hij steeg daardoor naar de 2de plaats. Gordon Brand Jr. legde beslag op de eerste prijs.
- Scores

| Speler           | Ronde 1 | Ronde 1 | Nr  | Ronde 2 | Ronde 2 | Ronde 2 | Nr  | Score | Score | Score | Nr  | Nr |
| ---------------- | ------- | ------- | --- | ------- | ------- | ------- | --- | ----- | ----- | ----- | --- | -- |
| Gordon Brand Jr. | 68      | -4      | T10 | 68      | -4      | -8      | T2  | 68    | -4    | -12   | 1   |    |
| Andrew Oldcorn   | 73      | +1      | T   | 71      | -1      | par     | T35 | 61    | -11   | -11   | T2  |    |
| David J Russell  | 67      | -5      | T5  | 71      | -1      | -6      | T6  | 67    | -5    | -11   | T2  |    |
| Angel Franco     | 67      | -5      | T5  | 69      | -3      | -8      | T2  | 69    | -3    | -11   | T2  |    |
| Steen Tinning    | 66      | -6      | T3  | 72      | par     | -6      | T6  | 68    | -4    | -10   | T5  |    |
| Peter Fowler     | 67      | -5      | T5  | 73      | +1      | -4      | T11 | 66    | -6    | -10   | T5  |    |
| Bob Cameron      | 71      | -1      | T20 | 63      | -9      | -10     | 1   | 73    | +1    | -9    | T9  |    |
| Phil Jonas       | 65      | -7      | 1   | 71      | -1      | -8      | T2  | 73    | +1    | -7    | T11 |    |
| Hendrik Buhrmann | 67      | -5      | T5  | 73      | +1      | -4      | T11 | 69    | -3    | -7    | T11 |    |
| Ian Woosnam      | 65      | -7      | 1   | 75      | +3      | -4      | T11 | 69    | -3    | -7    | T11 |    |
| Juan Quiros      | 68      | -4      | T10 | 72      | par     | -4      | T11 | 73    | +1    | -3    | T23 |    |

| Leider |  | Toernooirecord |  | MC = missed cut = cut gemist |  | DQ = disqualified |

## Spelers
Er doen 72 spelers mee.
| - Stephen Bennett - Graham Banister - Gordon Brand Jr. - Gordon J. Brand - Simon P Brown * - Jerry Bruner - Hendrik Buhrmann * - Giuseppe Cali - Bob Cameron - Luis Carbonetti - José M Carriles * - Mike Cunning - Eamonn Darcy - Ross Drummond - Denis Durnian - Paul Eales * - Tim Elliott - Marc Farry | - Peter Fowler - Howard Francis * - Angel Franco - Antonio Garrido - Rick Gibson - Philip Golding - John Gould - John Harrison - Mike Harwood - Domingo Hospital - David James * - Mark James - Nick Job - Tony Johnstone - Phil Jonas * - Massy Kuramoto - Pedro Linhart * - Bill Longmuir | - Santiago Luna * - Gordon Manson - Miguel Á Martín - Carl Mason - Michael McLean * - Peter Mitchell - Gerry Norquist * - Denis O'Sullivan - Andrew Oldcorn - Manuel Piñero - Terry Price - Juan Quiros - Glenn Ralph - Noel Ratcliffe - José Rivero - Costantino Rocca - Boonchu Ruangkit - David J Russell | - George Ryall - Andrew Sherborne - Des Smyth - Jamie Spence * - Kevin Spurgeon - Tim Thelen - Robert Thompson * - Steen Tinning * - Steve van Vuuren - Philip Walton * - Paul Wesselingh - Chris Williams - Gary Wolstenholme - Ian Woosnam Toernooi invitaties - John Lindberg - Zeke P Martinez - Wraith Grant * - Torsten Giedeon |

* = rookie